# École nationale supérieure de techniques avancées
La École nationale supérieure de techniques avancées (Escuela nacional superior de técnicas avanzadas, también conocida como ENSTA ParisTech) es una escuela de ingenieros de Francia. 
Está ubicado en Palaiseau, campus Universidad Paris-Saclay. También es miembro del ParisTech y de la conferencia de grandes écoles. Forma principalmente ingenieros generalistas de muy alto nivel, destinados principalmente para el empleo en las empresas.

## Lista de directores
Los sucesivos directores han sido:
- Gonzague Bosquillon de Jenlis (1970-1974), X1936 GM
- Raymond Servières (1974-1976)
- René Francès (1976)
- Henri Boucher (1976-1982), X1945 GM
- Jean-Marie Buscailhon (1982-1987)
- Jacques Waser (1987-1990), X1954
- Pierre Jampy (1990-1994), X1954
- Pierre Sintès (1994-1998)
- Hubert Pasteau (1998-2003), X GM
- Dominique Tixeront (2003-2008), X-Supaéro
- Yves Demay (2008-2012), X1977
- Élisabeth Crépon[3] (2012- ), X1983

## Diplomado ENSTA ParisTech
En Francia, para llegar a ser ingeniero, se puede seguir la fórmula "dos más tres", que está compuesta de dos años de estudio de alto nivel científico (las clases preparatorias) y tres años científico-técnicos en una de las Grandes Ecoles de ingenieros. El acceso a éstas se realiza, al final de las clases preparatorias, a través de un concurso muy selectivo. Entre los concursos más exigentes se encuentra el que da acceso a la ENSTA.
- Master Ingénieur ENSTA ParisTech
- Master of Science
- Mastères Spécialisés
- Mooc.[4]

## Doble titulación Master ENSTA
La ENSTA fue parte de la fundación de la red TIME , que permite a los estudiantes obtener un diplomado en dos de las mejores universidades técnicas de Europa (doble diplomado). 

## Programa ErasmusMasters
Master M2 (60 ECTS)
Duración  : 10 meses en Francia
Curso : Mecánica, Construcción, Energía, Electricidad, Electrónica,  Automática, Ciencias de la computación, Producción y Organización, Procesos y Medio ambiente.

## Graduados famosos
- Valérie Cornetet, un profesor francés e ingeniero aeroespacial
- Jerome Guillen, ingeniero formado en París, Madrid y Míchigan
- José Antonio Garrido Nataren, ingeniero mexicano